# Shawn Collins
Shawn Collins (San Diego, 20 febbraio 1967) è un ex giocatore di football americano statunitense che ha giocato nel ruolo di wide receiver nella National Football League (NFL).
Al college ha giocato a football alla Northern Arizona University

## Carriera professionistica
Collins fu scelto come 26º assoluto nel Draft NFL 1989 dagli Atlanta Falcons. Vi giocò fino al 1991, dopo di che militò con Green Bay Packers (1992), Cleveland Browns (1993), Tampa Bay Buccaneers (1993), con i Memphis Mad Dogs e i Winnipeg Blue Bombers della Canadian Football League (1995), con i Frankfurt Galaxy della NFL Europa con cui vinse il World Bowl III (1995) e infine con gli Iowa Barnstormers della Arena Football League.

## Palmarès
- PFWA All-Rookie Team - 1989

## Statistiche
NFL
| Ricezioni     | 98    |
| Yard ricevute | 1.433 |
| Touchdown     | 5     |